# Conrad de Scharfenberg
Pour les articles homonymes, voir Scharfenberg.
Conrad de Scharfenberg, mort en 1224, fut évêque de Spire de 1200 à 1224, et évêque de Metz de 1212 à 1224.

## Biographie
Il fut formé à Spire et y fut prévôt de l'abbaye Saint-Germain, puis doyen du chapitre (1198) et protonotaire du roi Philippe de Souabe. Il devient évêque de Spire et chanoine impérial en 1200. Il sert l'empereur Othon IV avant de se rallier à Frédéric II.
En 1212, il est élu évêque de Metz en compétition avec l'évêque de Langres Guillaume de Joinville, le candidat de Philippe Auguste, qui finira par se désister.
Durant son épiscopat, il dut faire face au patriciat messin qui supportait de moins en moins la tutelle épiscopale.